# Paulo Nagamura

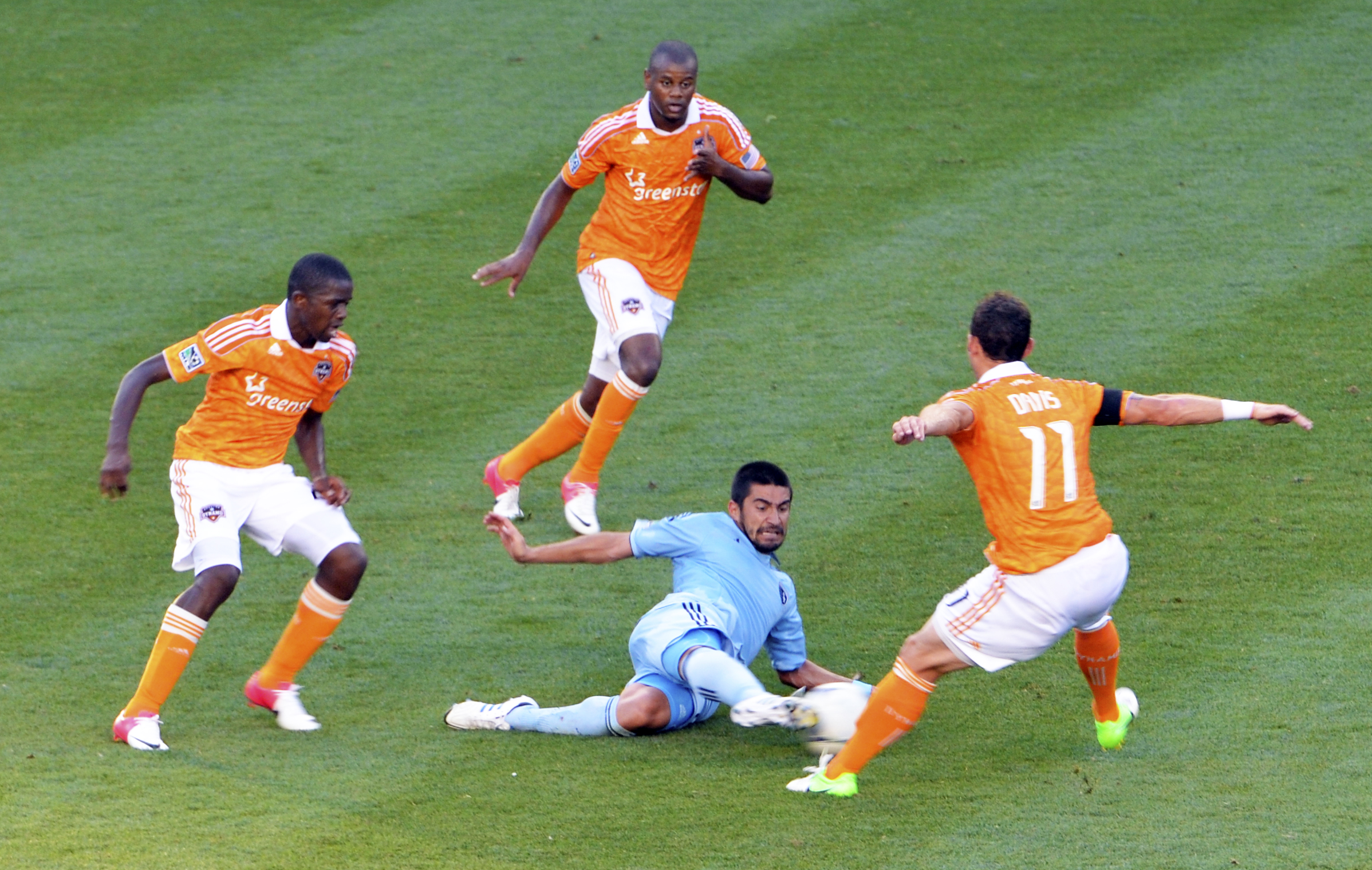
Paulo Nagamura (ao centro, no chão) em partida contra o Houston Dynamo, na temporada 2012 da MLS

Paulo Roberto Corradi Nagamura, mais conhecido como Paulo Nagamura (São Paulo, 2 de março de 1983), é um treinador ex-futebolista brasileiro que atuava como volante. Atualmente comanda o Houston Dynamo.  

## Carreira
Iniciou a carreira nos juvenis do São Paulo. Ainda juvenil, transferiu-se, em 2001, para o Arsenal, da Inglaterra, onde ficou três anos e venceu o campeonato sub-19 local. Saindo em 2004, foi para o Los Angeles Galaxy, dos EUA, onde viveu sua melhor fase profissional como jogador sendo vencedor da MLS Cup e da US Open Cup, ambos em 2005. Em 2007, apesar da grande expectativa pela chegada de David Beckham ao Los Angeles Galaxy, Nagamura decidiu apostar suas fichas em uma transferência para a equipe estreante Toronto FC, do Canadá. Porém, não foi feliz em sua estreia, em 7 de abril de 2007: O Toronto FC perdeu, em casa, para o Chivas USA por 2–0. Após mais três derrotas, Nagamura pede ao time canadense para sair e, em 4 de maio de 2007, se transfere para o arquirrival do Los Angeles Galaxy, o Chivas USA, onde espera ter melhor sorte do que com o Toronto FC. Em sua nova equipe fez sua estreia em 20 de maio justamente contra sua ex-equipe e arquirrival do Chivas, o Los Angeles Galaxy. o jogo terminou empatado em 1–1. Em 9 de junho, marcou seu primeiro gol pela sua equipe e na MLS na vitória do Chivas USA sobre o Chicago Fire por 1–0. Em 7 de outubro, marcou seu segundo gol na vitória de sua equipe sobre o Real Salt Lake por 3–2. Volta a marcar, em 12 de abril de 2008, na derrota do Chivas USA contra o Columbus Crew por 4–3. Em 21 de março de 2009, marcou pela primeira vez em sua carreira profissional, dois gols em uma partida, que levaram o Chivas USA à vitória na rodada de abertura do campeonato por 2–1 contra o Colorado Rapids. Suas boas atuações pelo Chivas USA chamaram a atenção da equipe mexicana, Tigres UANL, que o contratou para a temporada de 2010. Fez sua estreia como titular no dia 14 de fevereiro desse mesmo ano no clássico contra o Monterrey no qual sua equipe foi derrotada por 2–1. Retornou ao Chivas USA nesse mesmo ano. 		 
Para a temporada de 2012 assinou com o Sporting Kansas City e foi campeão da US Open Cup desse mesmo ano e da MLS Cup em 2013.
Está aposentado desde 2016. 

## Carreira como treinador
Em 3 de janeiro de 2022, foi anunciado como novo treinador do Houston para a temporada 2022 da MLS.

## Títulos
Arsenal
- Campeonato Inglês Sub-19: 2001

Los Angeles Galaxy
- MLS Cup: 2005
- US Open Cup: 2005

Sporting Kansas City
- MLS Cup: 2013
- US Open Cup: 2012, 2015